# Rue Beaubien
Pour les articles homonymes, voir Beaubien.
La rue Beaubien est une longue voie de Montréal.

## Situation et accès
D'orientation nord-est / sud-ouest, elle traverse les arrondissements Rosemont–La Petite-Patrie et Mercier—Hochelaga-Maisonneuve. Elle relie l'autoroute 25 (dans l'est de l'île de Montréal) à l'avenue Durocher (à l'ouest de l'avenue du Parc), sur une distance de 9,5 km. Rue à vocation principalement commerciale dans sa portion ouest, elle est surtout résidentielle et institutionnelle dans sa partie est.
Montréal possède aussi une station de métro qui se nomme Beaubien à  l'intersection de la rue de Châteaubriand.

## Origine du nom
La rue Beaubien est ainsi désignée en l'honneur de la famille Beaubien, alors propriétaire de grands biens terriens. La rue passait sur des terrains de Pierre Beaubien, père de Louis Beaubien (1837-1915), fondateur de la ville d'Outremont (1875) et député à l'Assemblée législative et de son fils Joseph Beaubien grand bâtisseur d'Outremont. Quelques rues voisines rappellent également d'autres membres de la famille Beaubien, particulièrement dans le secteur du Mile-End.

## Historique
La voie a pris sa dénomination actuelle autour de 1920.

## Bâtiments remarquables et lieux de mémoire

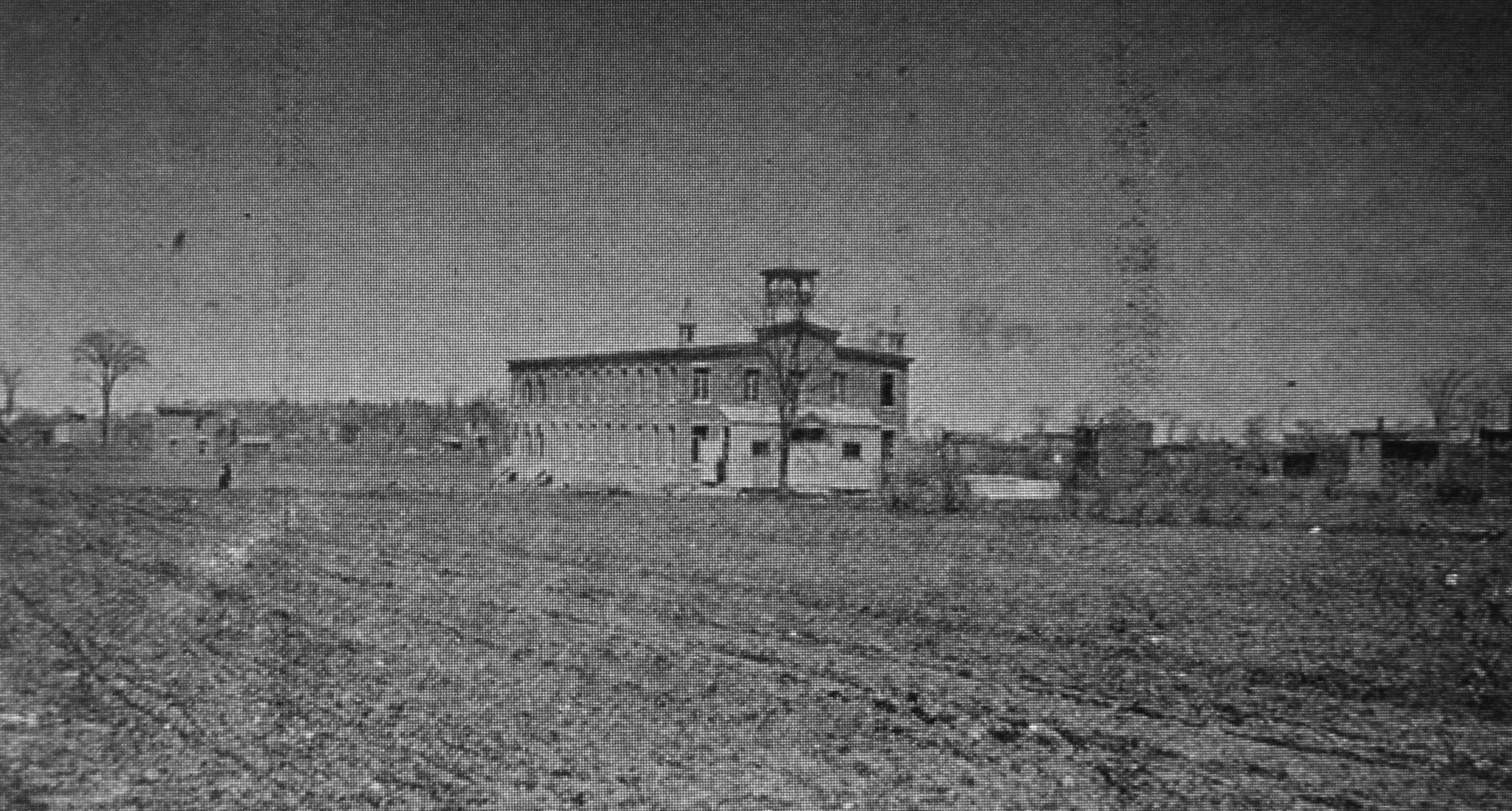
La première église Saint-Édouard en champs ouverts, 1896
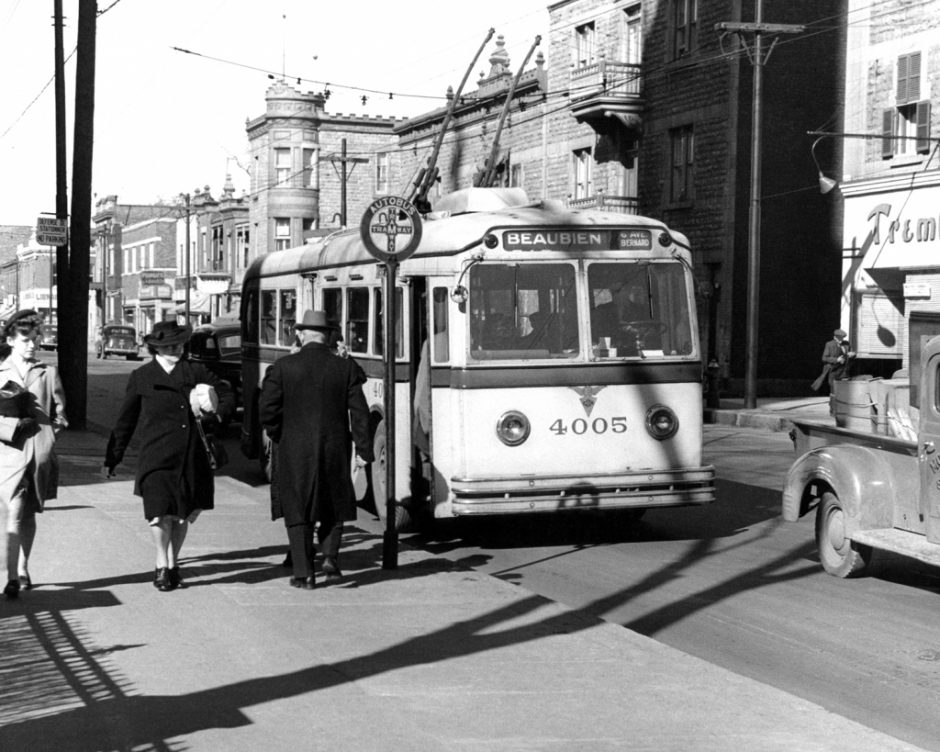
Trolleybus en 1944
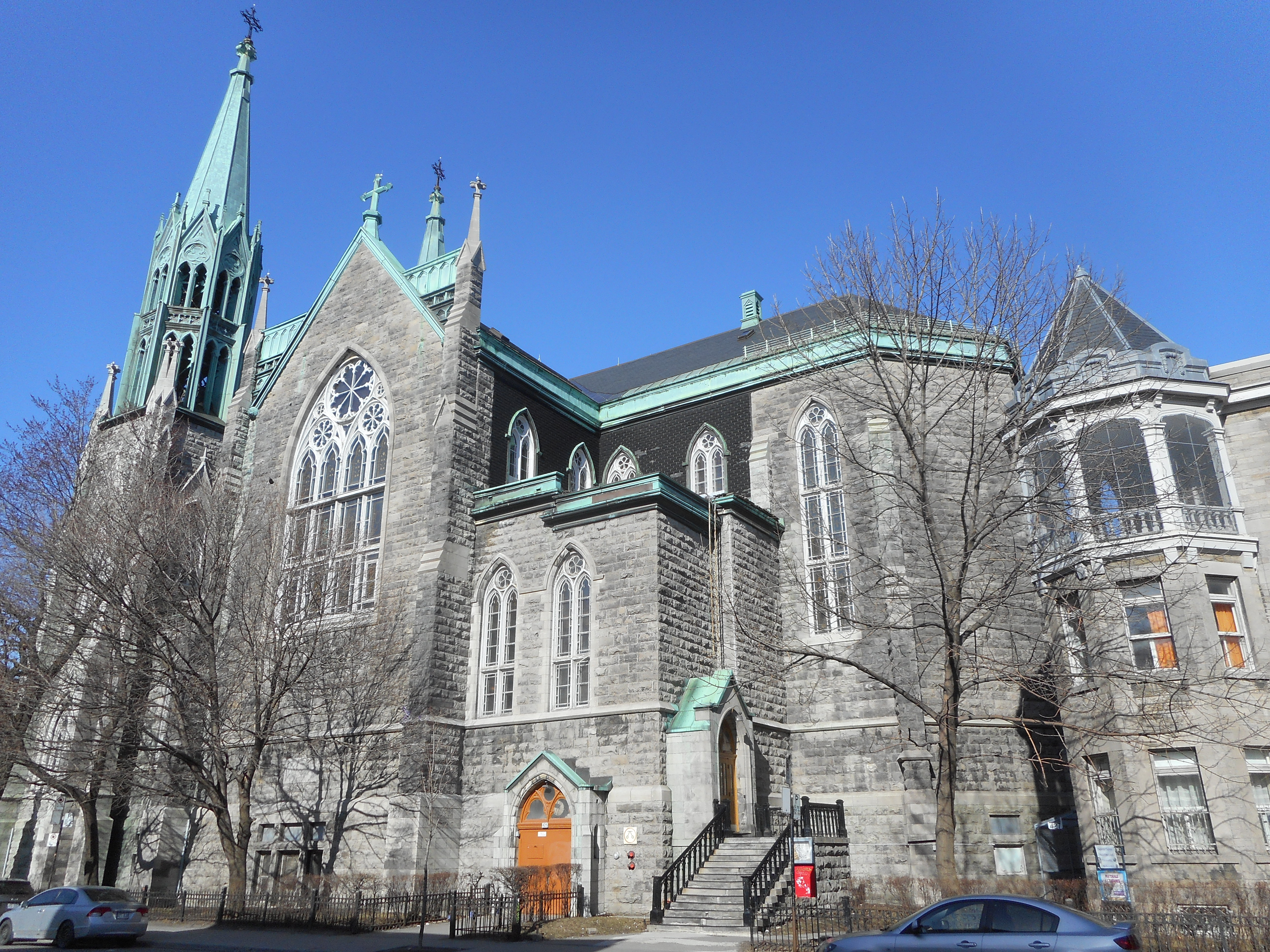
Église Saint-Edouard, à l'angle de Saint-Denis